# Reformarchitektur

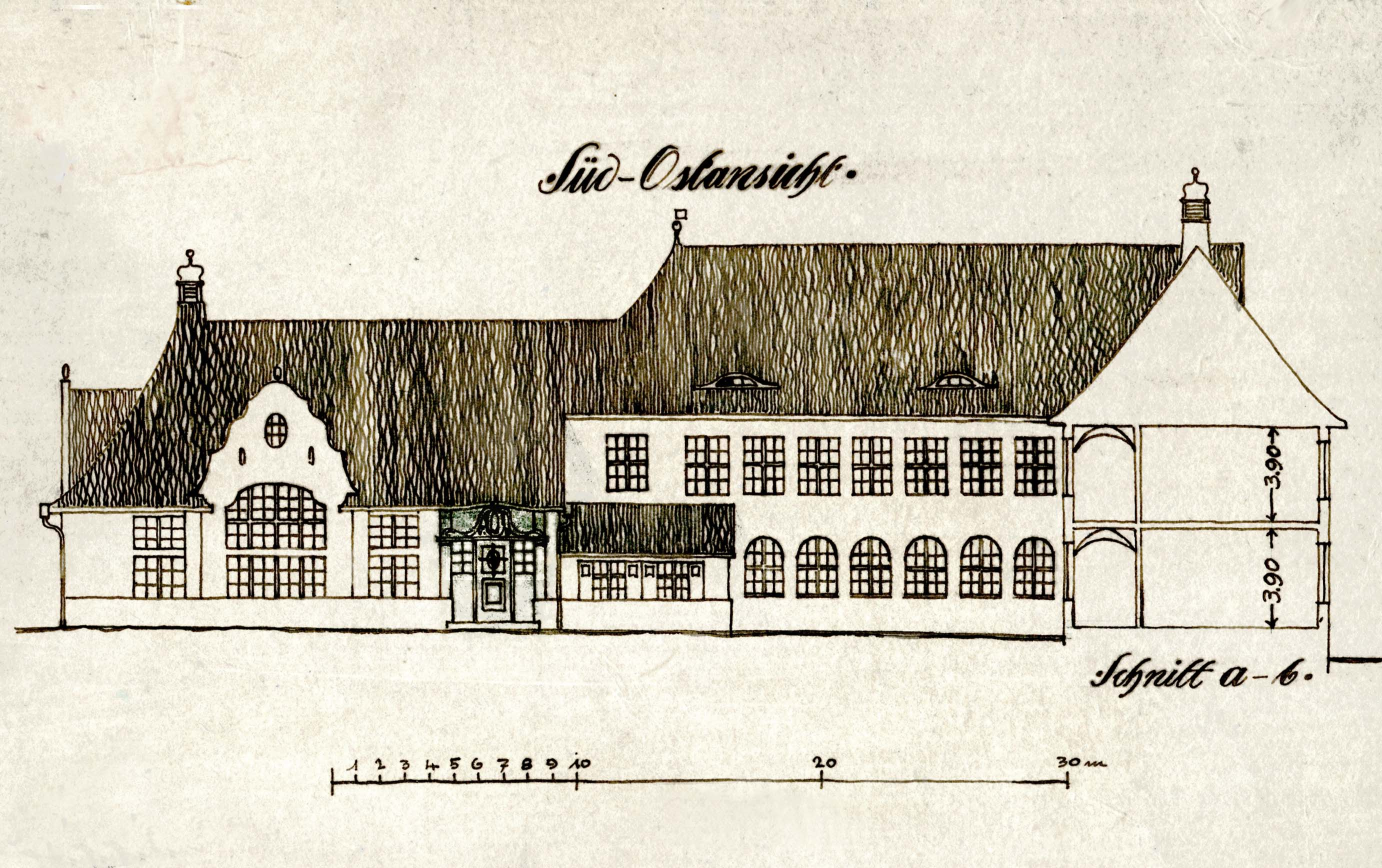
Hans Erlwein: Entwurf für ein Schulgebäude in Arnsdorf bei Dresden, 1911, im Heimatschutzstil der Reformarchitektur

Reformarchitektur, auch Reformstil oder Reformbaukunst, ist ein Begriff für einen Teil der Architekturströmungen, die sich Anfang des 20. Jahrhunderts vom Historismus abwandten, aber an traditionellen Baumaterialien, Bauweisen und teilweise auch Stilelementen festhielten. Darin unterschied sich diese wesentlich von der im Deutschen Werkbund propagierten Richtung des Neuen Bauens, das sachliche und schlichte Formen bevorzugte und neue Bauweisen entwickelte. Wegen des Rückgriffs auf regionale Traditionen lässt sich ein großer Teil der der Reformarchitektur zugerechneten Bauten auch mit dem schon länger bekannten Begriff Heimatschutzarchitektur, auch Heimatarchitektur, bezeichnen. Andere Bauten zeigen aber auch Einflüsse des Jugendstils.

## Ursprünge
Die Reformbewegung ging von Großbritannien aus, wo der Kunsthistoriker und Schriftsteller John Ruskin (1819–1900) als erster die Reformvorstellungen formulierte. Für die Architektur forderte er die Wiederbelebung des „geliebten und bewunderten Mittelalters“. Seine Ideale waren „Einfachheit und Natürlichkeit im Bilden und Empfinden, Aufrichtigkeit in der tektonischen Gestaltung, für die im Zweck, im Material und in der Konstruktion die Bedingungen zu suchen sind, Betonung des Werkmäßigen, Charakteristischen, Bodenwüchsigen, Zusammenfassen von Kunstschaffen und Naturbeobachtung“. Ruskins Theorien fanden ihre erstmalige praktische Ausführung bei William Morris, der 1861 die Kunstgewerbe-Firma Morris, Marshall & Falkner gegründet hatte, den Ausgangspunkt der gesamten Reformbewegung.
Morris formulierte einen Großteil der Ziele des Arts and Crafts Movements, von denen später auch die Gründer des Deutschen Werkbunds inspiriert wurden:

„Dieses Ziel ist die Demokratie der Kunst, die Veredlung der täglichen und gemeinsamen Arbeit, durch die eines Tages Hoffnung und Freude an die Stelle von Furcht und Pein treten werden. Hoffnung und Freude werden es sein, die die Welt in Gang halten.“

Und:

„Irgendwann wird dies unsere Vision so antreiben, dass sie den langsamen Lauf der Zeit überholt. Dann wird jener siegreiche Tag hereinbrechen, an dem Millionen derer, die heute in Dunkelheit sitzen, erleuchtet sein werden von einer Kunst, hergestellt durch das Volk und für das Volk, zur Freude derer, die sie machen, und derer, die sie benutzen.“

## Merkmale

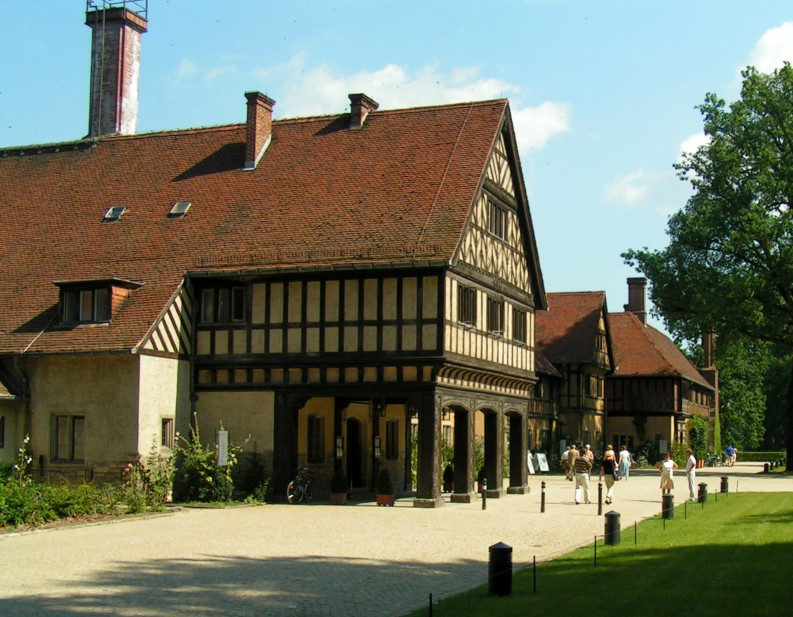
Britische Heimatschutzarchitektur in Deutschland: Schloss Cecilienhof in Potsdam

Ein Merkmal der Reformbaukunst ist die gesteigerte und schlichte Monumentalität. Man wollte keinen direkten Stilverweis wie im Historismus, sondern eine unbestimmte Assoziation mit dem zitierten Stil. Die klassischen Ordnungen des Historismus wurden abgelehnt. Bevorzugt wurde eine frei gegliederte Baumasse. Reduzierte Formen und rustizierte Oberflächen waren weitere Kennzeichen. Ein Motiv der Abgrenzung vom Historismus war dessen Internationalismus, also Reformbaukunst nicht als Loslösung von Überkommenem, sondern als Heimatschutzarchitektur. Während bei der „klassischen Moderne“ funktionalistische Gestaltung und Sachlichkeit tonangebend sind, standen sie bei Architekten der Reformarchitektur im Spannungsfeld zu Monumentalität und regionaler Tradition. Stile innerhalb der Reformbaukunst sind:
- Reduktionsstil

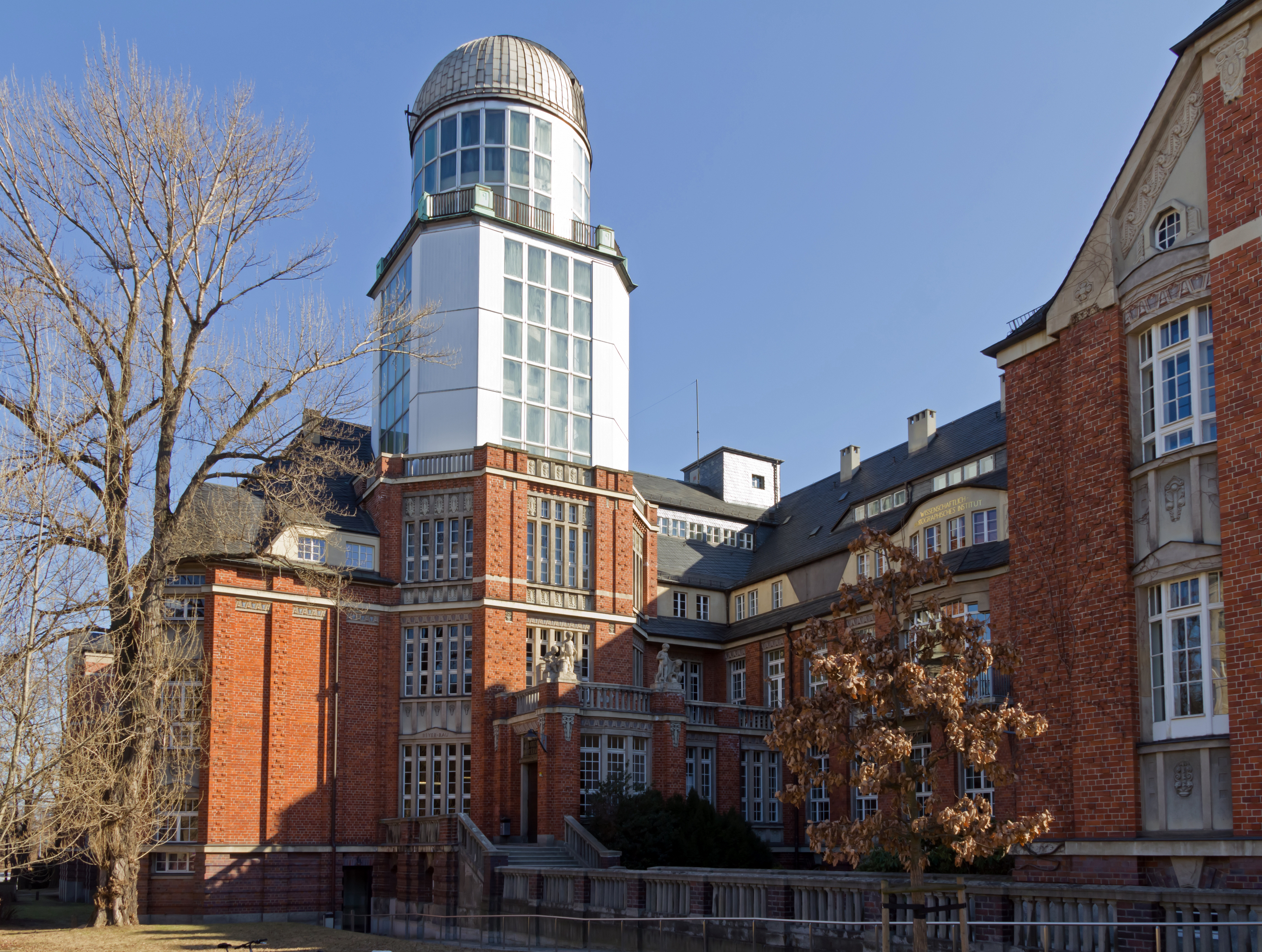
Beyer-Bau der Technischen Universität Dresden

- Barockisierende und klassizierende Tendenzen durch das Verwenden reduzierter barockisierender/klassizierender Bauformen
- Sachlichkeit und Purismus
- Materialstil durch die Materialwirkung der Rustika (Sandstein) oder Klinkersteine
- Monumentalstil durch die Monumentalität der Bauten
- Heimatschutzarchitektur durch das Anknüpfen an die lokale Bautradition

## Reformarchitektur und Moderne
Durch Rückgriff auf regionale Traditionen, Verbergen moderner Konstruktionsweisen und eine gewisse Neigung zur Monumentalität stehen Protagonisten der jetzt unter Reformarchitektur zusammengefassten Architekturströmungen im Geruch, Vorbereiter der Architektur im Nationalsozialismus gewesen zu sein. Allerdings waren die Grenzen zwischen der Architektur des Deutschen Werkbunds und der des Bauhauses durchaus fließend und auch die politischen Sympathien nicht ganz klar geschieden, wie u. a. an der Person Ludwig Mies van der Rohes deutlich wird, der als Protagonist des Neuen Bauens (und nicht der Reformarchitektur) gilt, zeitweise Vizepräsident des Deutschen Werkbunds war, ein paar Jahre am Bauhaus lehrte, sich danach mit den Nazis arrangierte, dann 1938 doch in die USA auswanderte und dort Werke der klassischen Moderne schuf.

## Bauwerke

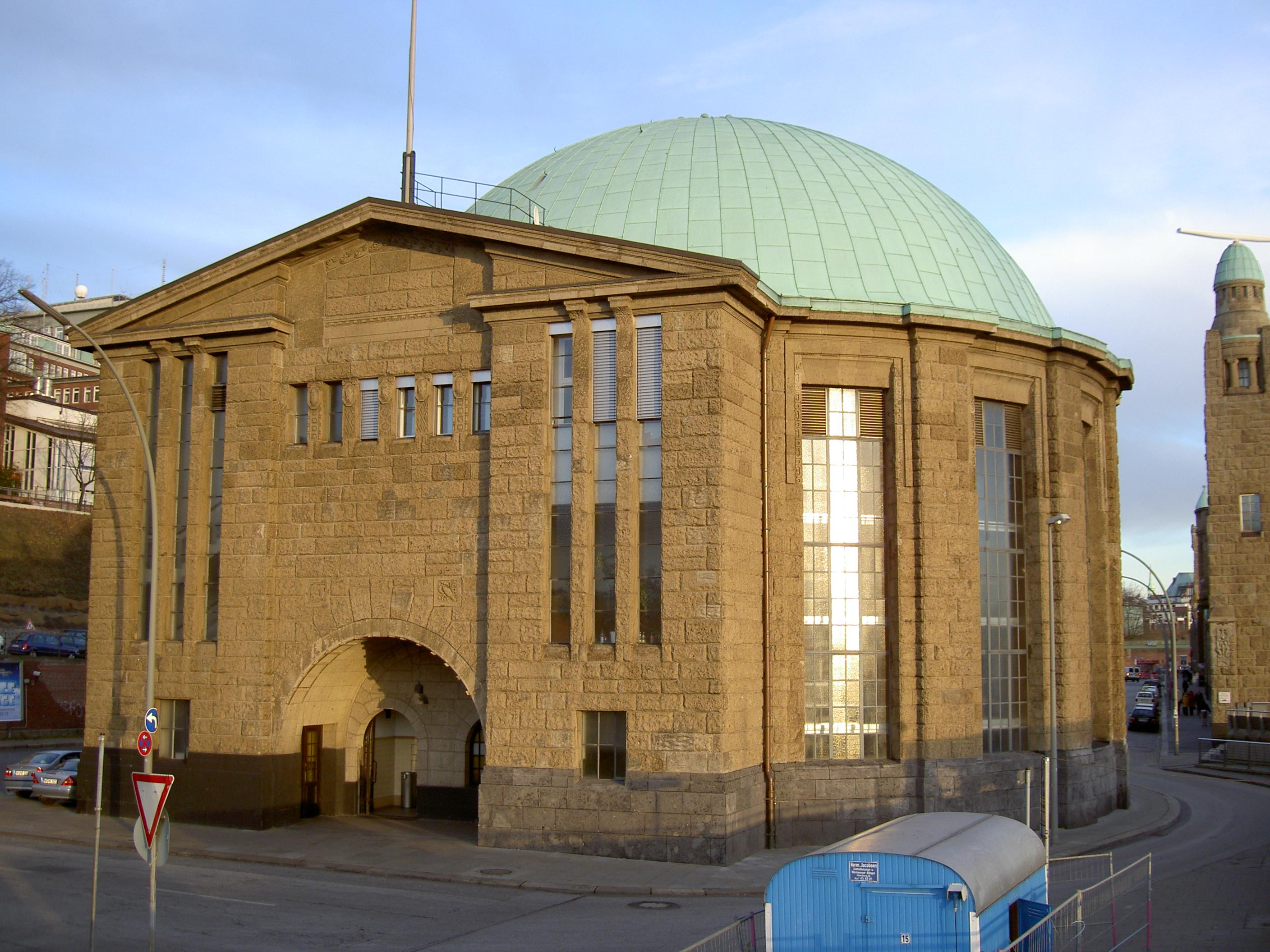
Eingangsgebäude zum Alten Elbtunnel in Hamburg

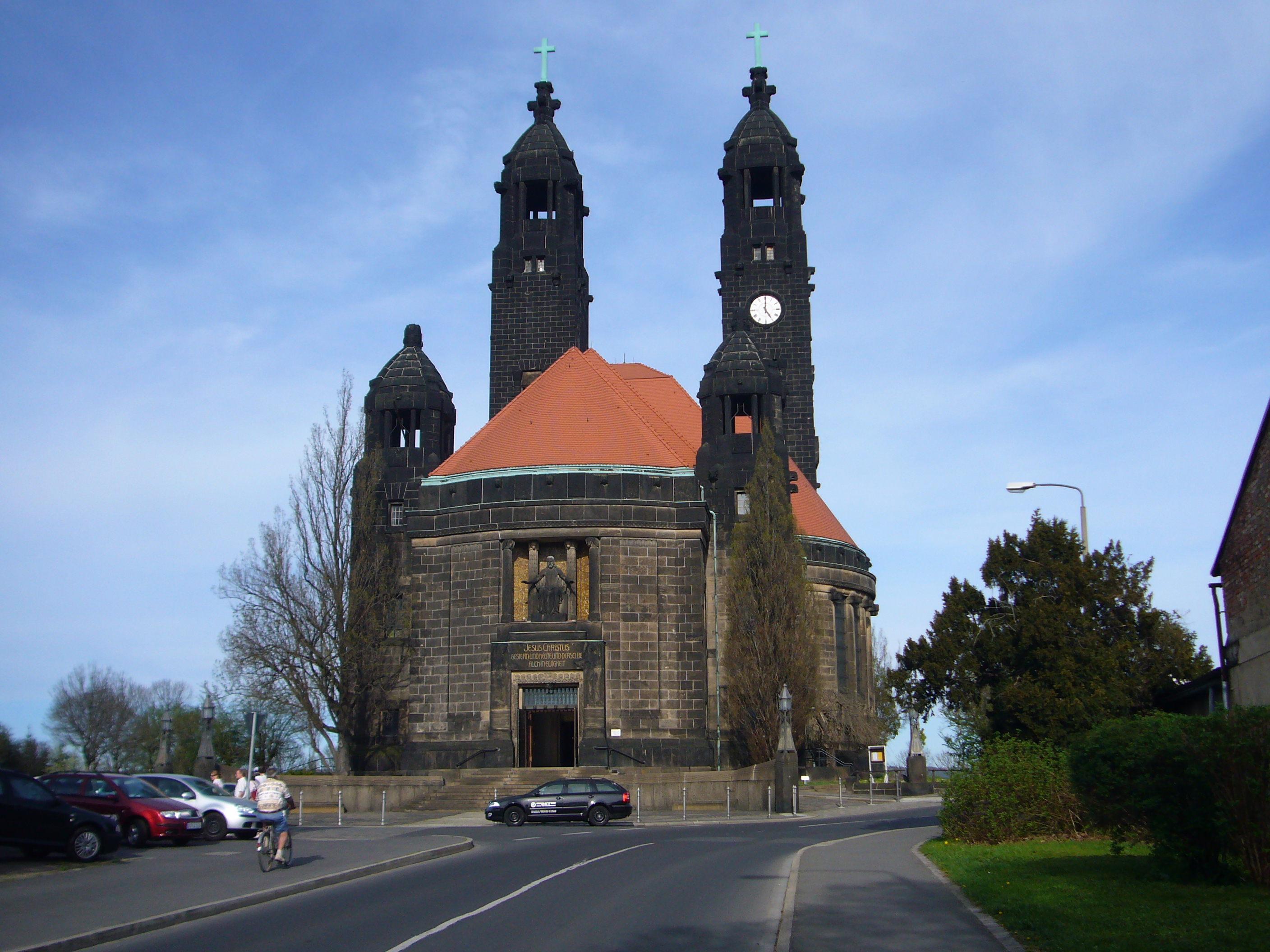
Christuskirche in Dresden-Strehlen

In Dresden gelten als Beispiele der Reformarchitektur:
- die von 1902 bis 1905 erbaute Christuskirche, gleichermaßen dem Jugendstil zuzurechnen
- das von 1910 bis 1911 erbaute Festspielhaus Hellerau, Heimatschutzstil
- der von 1910 bis 1913 erbaute Beyer-Bau der Technischen Universität, ein typisches Zeugnis des Jugendstils
- der von 1921 bis 1926 erbaute Fritz-Foerster-Bau der Technischen Universität, Heimatschutzstil

Ein Beispiel in Senftenberg ist die Gartenstadt Marga mit ihrer Mischung aus Heimatschutz- (Wohnhäuser) und Jugendstil (Kirche).
In Hamburg können speziell Verkehrsbauwerke wie die St. Pauli-Landungsbrücken (1907–1909, moderater Jugendstil) und Anlagen der Hamburger Hochbahn als Beispiele der Reformarchitektur betrachtet werden.
In Essen wurde das ab 1908 neu angelegte Moltkeviertel durchgängig in einem moderaten Jugendstil erbaut und lässt sich auch der Reformarchitektur zurechnen.
Das Mannesmann-Haus in Düsseldorf (1911–1912) nimmt den Monumentalstil zentraler NS-Bauten vorweg. Das Ernemann-Werk in Dresden ist in seiner Erscheinung deutlich traditioneller als das gleichzeitig gebaute Fagus-Werk in Alfeld, in Deutschland frühestes Zeugnis der Neuen Sachlichkeit.
Das Empfangsgebäude des Bahnhofs Alsfeld (1911–1912) ist ein Beispiel für Reformarchitektur in Hessen. In Ostpreußen sind das Warmbad Rauschen (1908), sowie das Gesellschaftshaus im Tiergarten (1911) und die Komische Oper (1912) in Königsberg (Preußen) Bauten der Reformarchitektur.
In Brandenburg sind die Gebäude der Biomalz Teltow ein Beispiel für Reformarchitektur.

## Rezeption
Ein Gebäude der Reformbaukunst wird von Helas und Peltz exemplarisch wie folgt beschrieben:

„Das ehemalige Landgerichtsgebäude am Münchner Platz (in Dresden) aus den Jahren 1902–1907 von Oskar Kramer ist kein Bau des Jugendstils, eher des Materialstils, wie der Monumentalkunst. Der Bau gehörte der ‚neuen Bauauffassung‘ an, historisierende Motive frei assoziierend, aber anders als die streng historisierende Architektur.“

## Bekannte Architekten
Bekannte Vertreter der Reformarchitektur waren:
in Deutschland:
- Peter Behrens
- Hans Erlwein
- Albert Gessner
- Wilhelm Kreis
- Otto Walter Kuckuck
- Georg Metzendorf
- Hermann Muthesius
- Curt Karl Rüschhoff
- Heinz Stoffregen
- Heinrich Tessenow
- Paul Schultze-Naumburg
- Hugo Wagner
- Architekturbüro Mattar & Scheler
- Architekturbüro Raabe & Wöhlecke
- Architekturbüro Schilling & Graebner

in Österreich:
- Alexander Neumann
- Ernst Gotthilf
- Rudolf Eisler
- Ferdinand Glaser
- Rudolf Krausz
- Hans Schimitzek
- Jože Plečnik
- Seine provokanten Thesen machen den Architekturkritiker Adolf Loos zum Wegbereiter der Moderne, seine Bauten sind jedoch eher der Reformarchitektur zuzurechnen.